# Тисоваць (Старо Петрово Село)
Тисоваць (хорв. Tisovac) — населений пункт у Хорватії, в Бродсько-Посавській жупанії у складі громади Старо Петрово Село.

## Населення
Населення за даними перепису 2011 року становило 363 осіб.
Динаміка чисельності населення поселення:

## Клімат
Середня річна температура становить 10,86 °C, середня максимальна – 24,79 °C, а середня мінімальна – -5,12 °C. Середня річна кількість опадів – 891 мм.
| Клімат поселення                              | Клімат поселення | Клімат поселення | Клімат поселення | Клімат поселення | Клімат поселення | Клімат поселення | Клімат поселення | Клімат поселення | Клімат поселення | Клімат поселення | Клімат поселення | Клімат поселення | Клімат поселення |
| Показник                                      | Січ.             | Лют.             | Бер.             | Квіт.            | Трав.            | Черв.            | Лип.             | Серп.            | Вер.             | Жовт.            | Лист.            | Груд.            |                  |
| Середній максимум, °C                         | 7,01             | 8,15             | 12,41            | 16,80            | 21,62            | 24,79            | 23,95            | 23,51            | 19,62            | 14,57            | 9,19             | 5,03             |                  |
| Середня температура, °C                       | 0,94             | 2,09             | 6,36             | 10,76            | 15,57            | 18,73            | 20,62            | 20,18            | 16,28            | 11,23            | 5,86             | 1,70             |                  |
| Середній мінімум, °C                          | −5,12            | −3,95            | 0,31             | 4,70             | 9,53             | 12,69            | 17,28            | 16,84            | 12,95            | 7,90             | 2,52             | −1,62            |                  |
| Норма опадів, мм                              | 55               | 52               | 58               | 74               | 82               | 104              | 83               | 82               | 69               | 77               | 85               | 70               |                  |
| Середньомісячна швидкість вітру, м/с          | 1.85             | 2.11             | 2.40             | 2.34             | 2.11             | 1.94             | 1.88             | 1.76             | 1.76             | 1.82             | 1.89             | 1.92             |                  |
| Середньомісячна сонячна радіація, кДж/м²·день | 4377             | 7162             | 10994            | 15236            | 19364            | 21393            | 22335            | 20077            | 14941            | 9312             | 4981             | 3677             |                  |
| --------------------------------------------- | ---------------- | ---------------- | ---------------- | ---------------- | ---------------- | ---------------- | ---------------- | ---------------- | ---------------- | ---------------- | ---------------- | ---------------- | ---------------- |
| Джерело:                                      |                  |                  |                  |                  |                  |                  |                  |                  |                  |                  |                  |                  |                  |